# 熙凌阿
熙凌阿（穆麟德轉寫：Silingga；1852年—1918年），字子捷，乌梁海氏，蒙古族，卓索圖盟喀喇沁左旗（今遼寧省喀喇沁左翼蒙古族自治縣）人。清末民初政治人物。

## 生平

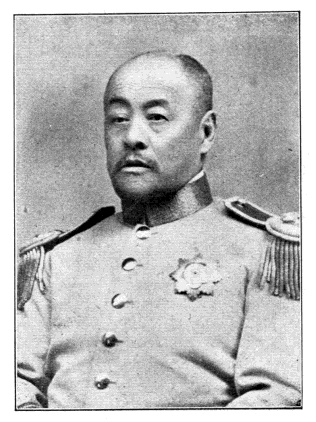
《民国之精华》中的熙凌阿照片

他是喀喇沁貝勒丹巴多尔济的曾孙，後娶怡親王載垣第四女為福晉。清光绪二年（1876年），熙凌阿袭喀喇沁左翼旗闲散多罗贝勒爵。光绪十五年（1889年），熙凌阿任御前行走。他曾于1912年任北京临时参议院议员，为共和党党员。1912年，熙凌阿晋升卓索图盟喀喇沁左旗扎萨克多罗郡王。民国二年（1913年），熙凌阿加亲王衔。1912年8月，熙凌阿被聘为蒙藏事务局顾问，后任第一届、第二届国会参议院议员。1918年熙凌阿去世。
今北京灯市口大街55號仍有熙贝勒府遺址，民國初年成為私立育英中學校址，即今北京市第二十五中学前身。